# Filip IV Waldeck-Wildungen
Filip IV Waldeck-Wildungen (ur. 1493 Wildungen; zm. 30 listopada 1574 w zamku Waldeck w Waldeck), hrabia Waldeck-Wildungen. Wraz z wujem Filipem III von Waldeck-Eisenberg zaprowadził w 1526 reformację w Waldeck.

## Pochodzenie
Filip był synem hrabiego Henryka VI Waldeck-Wildungen i jego żony Anastazji von Runkel. Urodził się w roku 1493 na zamku Stein w Wildungen. Po śmierci ojca w 1513 Został nowym hrabią Waldeck-Wildungen. Panował w sumie 61 lat co czyni go najdłużej panującym władcą Waldeck.

## Reformacja
Filip spędził dzieciństwo w Vianden (Luksemburg), gdzie jego ojciec był gubernatorem, a później spędził jakiś czas na francuskim dworze. Na sejmie w Wormacji w 1521 roku, gdzie poznał swoją przyszłą żonę, Małgorzatę von Ostfriesland, 28-letni Filip spotkał Marcina Lutra i do końca życia był zwolennikiem jego religii. Już w roku 1525, rozkazał wyznawać protestantyzm, od tego czasu znaczna część ludności Północnej Hesji i Waldeck dokonała konwersji na luteranizm. Dzięki jego działaniom m.in. landgraf Hesji Filip I Wspaniałomyślny przeszedł na protestantyzm.
Hrabia sekularyzował klasztory a dochody ze zsekularyzowanych klasztorów były wykorzystywane na cele charytatywne i w roku 1578 z tych funduszy utworzono Korbacher Gimnazjum (Old National School Korbach) – pierwszą publiczną szkołę w tej części Niemiec.

## Śmierć
Filip zmarł w wieku 80 lat w rodzinnym zamku Waldeck. 4 grudnia 1574 został pochowany w kaplicy klasztoru św. Mikołaja w Marienthal (dziś część miasta Waldeck). Następcą Filipa jako hrabia był jego syn Daniel.

## Rodzina
Dnia 17 lutego 1523 poślubił w Emden Małgorzatę von Ostfriesland (ur. 1500, zm. 15 lipca 1537), córkę hrabiego Ostfriesland Edzarda I i hrabiny Elżbiety von Rietberg.
Mieli dziewięcioro dzieci: 
- Ernest (ur. 1523, † 1527)
- Elżbieta (ur. 10 grudnia 1525; zm. 30 marca 1543 w zamku Waldeck), wyszła za mąż za hrabiego Reinharda von Isenburg (zm. 28 lutego 1568)
- Samuel (ur. 2 maja 1528 w zanku Waldeck, zm. 6 stycznia 1570 w starym Zamku Wildungen), z Anna Marią Schwarzburg-Blankenburg (1538-1583), córką hrabiego Henryka XXXII.
- Daniel, hrabia Waldeck-Wildungen (ur. 1 sierpnia 1530; zm. 1577 w Waldeck) z Barbara Heską (1536-1597), córka landgrafa Filipa I Heskiego i wdowa po Jerzym von Württemberg-Montbéliard
- Henryk IX Waldeck-Wildungen, hrabia Waldeck-Wildungen (ur. 10 grudnia 1531; zm. 3 października 1577 w Werbe) z Anna Viermund (zm. 17 kwietnia 1599)
- Małgorzata (ur. 1533, zm. 1554 w Brukseli)
- Fryderyk (ur. 1534, zm. 1557 w Saint Quentin)
- Anastazja (ur. 1536, zm. 1561 w Heidelbergu)
- Estera (ur. 1537 w Wildungen, zm. 1537)

Drugie małżeństwo zawarte w 1539 z Katarzyną Hatzfeld (zm. 1546 w Naumburg (Saale)) pozostało bezdzietne.
6 Października 1554 poślubił swoją trzecią żonę Juttę von Isenburg-Grenzau (zm. 28 lipca 1564 w zamku Waldeck).
Mieli dwie córki: 
- Elżbieta (ur. 1555, zm. 6 grudnia 1569 w zamku Waldeck)
- Magdalena (ur. 1558, zm. 1599), żona hrabiego Filipa Ludwika I zu Hanau Münzenberg (1553-1580), 9 grudnia 1581 wyszła za mąż za hrabiego Jana VII Nassau-Siegen (1561-1623)